# Acanthodelta dmoe
Acanthodelta dmoe är en fjärilsart som beskrevs av Louis Beethoven Prout 1919. Acanthodelta dmoe ingår i släktet Acanthodelta och familjen nattflyn. Inga underarter finns listade i Catalogue of Life.